# Kultur i Umeå
Umeås kulturliv sägs ibland ha sin grund i en "gör det själv-anda", men minst lika betydelsefullt för kulturlivet i torde vara kommunens långsiktiga satsningar på kultur. Som exempel var Umeå kommun åren 2011–2016 och 2019 den svenska kommun som satsade mest på kultur – omkring 2 500 kronor per invånare och år.
En tidig pionjär för det lokala kulturlivet var Daniel Erik Naezén som 1782 tillträdde som ny provinsialläkare i Västerbotten. Som Linnélärjunge uppfattade han Umeå som kulturellt efterblivet, och grundade därför i slutet av 1790-talet ett läsesällskap, som lockade 26 bildningstörstande Umeåbor att bidra med 50 riksdaler vardera för att köpa relevant litteratur. Liksom hustrun Christiana Beata Strotman skrev han modern, förromantisk, poesi. Naezén, som vid sidan av sin medicinska utbildning även studerat vid Kungliga Musikaliska Akademien (MA), utövade också musik, komponerade och fick kammarmusik framförd i Umeå – och invaldes därför i MA.
Redan år 1862 utvecklades föreningslivet i Umeå, som då hade 1 900 invånare, genom bildandet av Umeå musiksällskap. Föreningslivet har fokuserat både på eget kulturutövande och att locka gästspel till staden. Föregångare som Musiksällskapet, Minerva, Shakespearesällskapet, Teaterföreningen, Filmstudion, Jazzklubben och Studentteatern har alla bidragit till att utveckla och stimulera intresset, och har på senare år fått sällskap såväl av kommunala kulturskolor som av yngre entusiaster inom de flesta kulturområden.

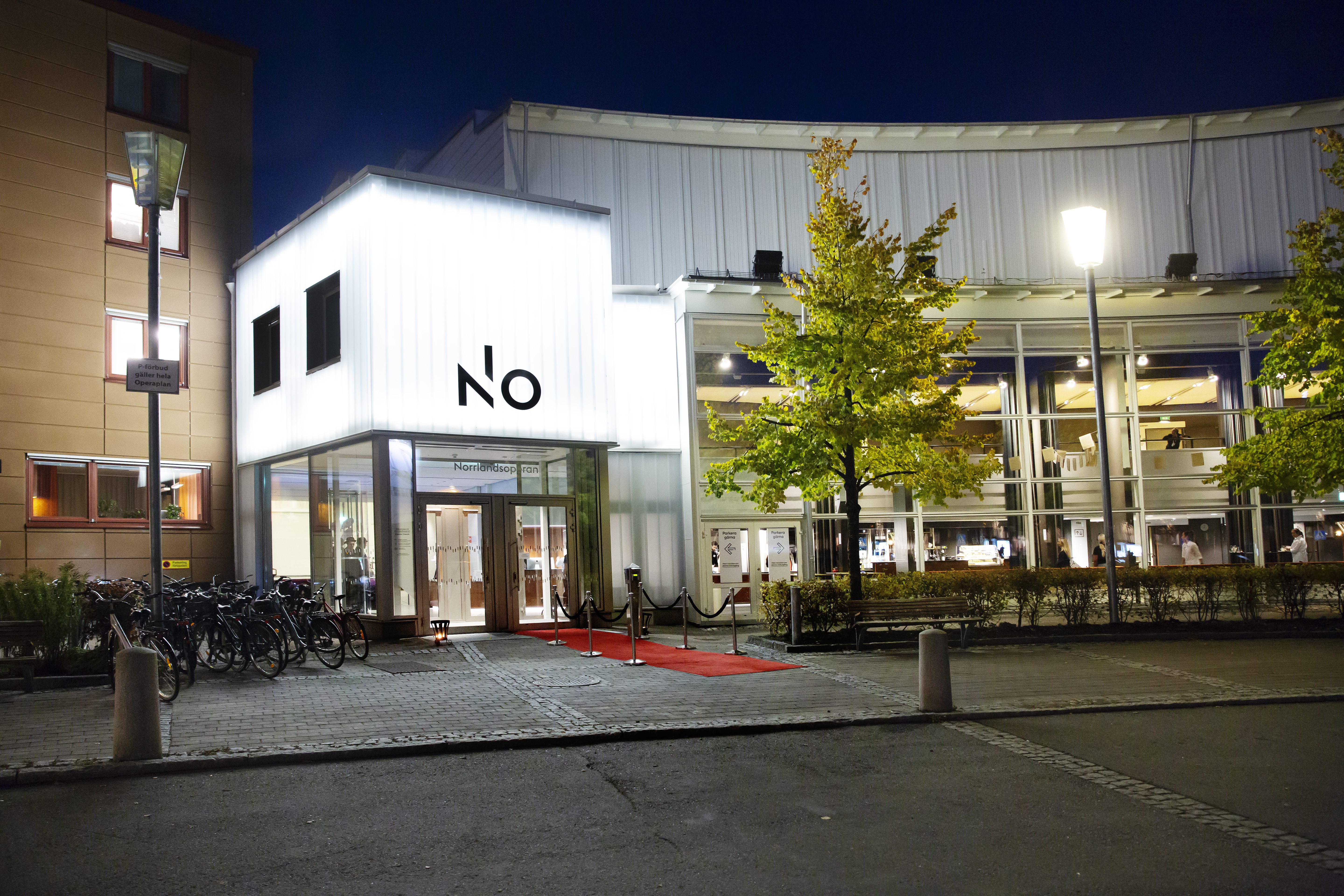
Entrén till Norrlandsoperan.

En betydande aktör är Norrlandsoperan, men också fria teatergrupper som Profilteatern och Ögonblicksteatern, liksom de många festivalerna – Jazzfestivalen, Folkmusikfestivalen, Visfestivalen på Holmön, MADE-festivalen, Umeå Open, House of Metal och Littfest – har bidragit till att bredda utbudet och lyfta den professionella nivån även lokalt. 

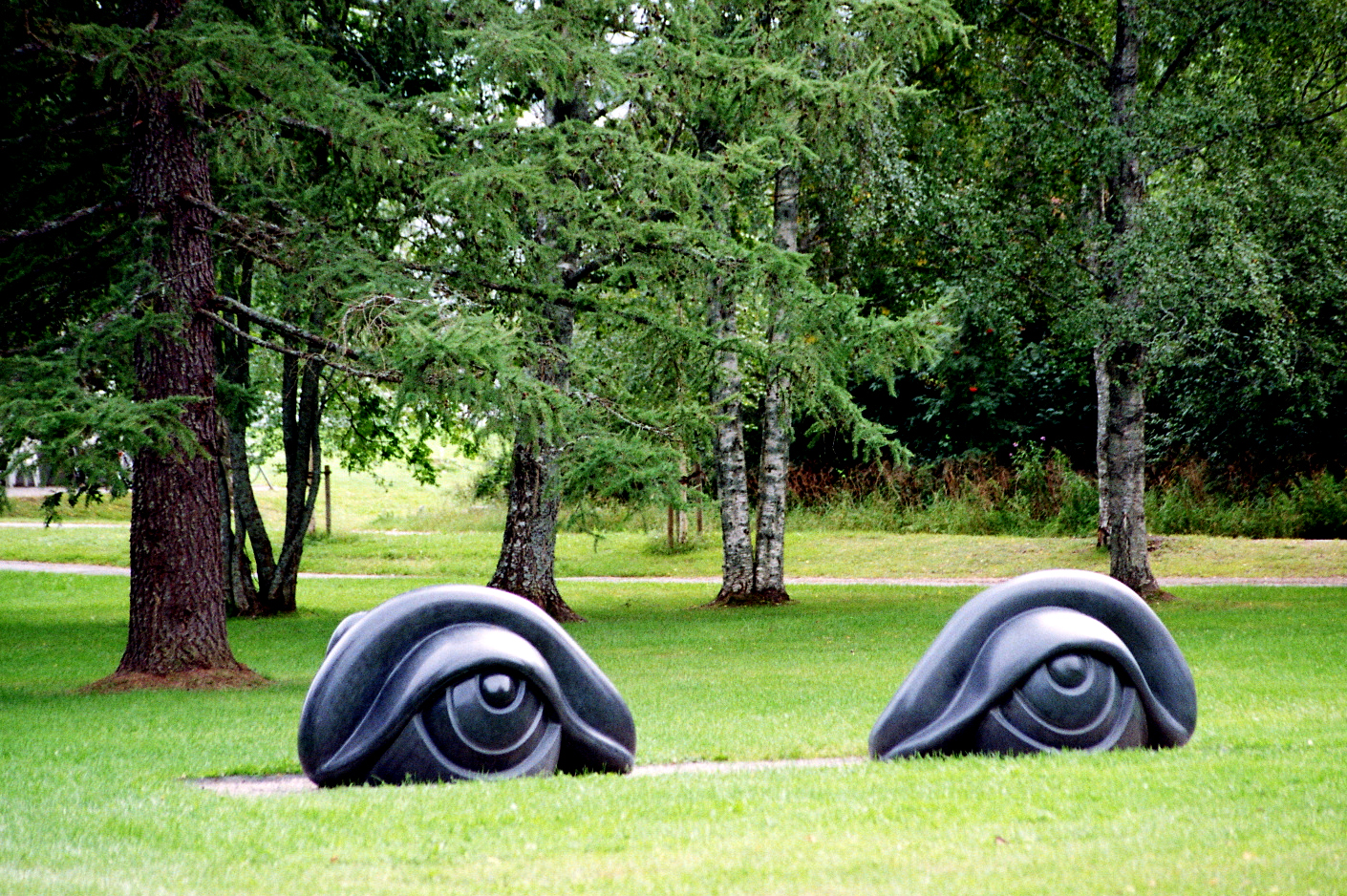
Eye benches I av Louise Bourgeois I Umedalens skulpturpark.

I Umeå finns också Västerbottens museum och Umedalens skulpturpark, samt en Konsthögskola. Den sistnämnda bildar tillsammans med Bildmuseet, Designhögskolan, en gren av Humlab vid Umeå universitet, samt den arkitekthögskola som invigdes 2010 det sammanhållna Konstnärligt campus vid Umeå universitet.
År 2014 delade Umeå och Riga i Lettland titeln Europas kulturhuvudstad.

## Bibliotek och bokhandel

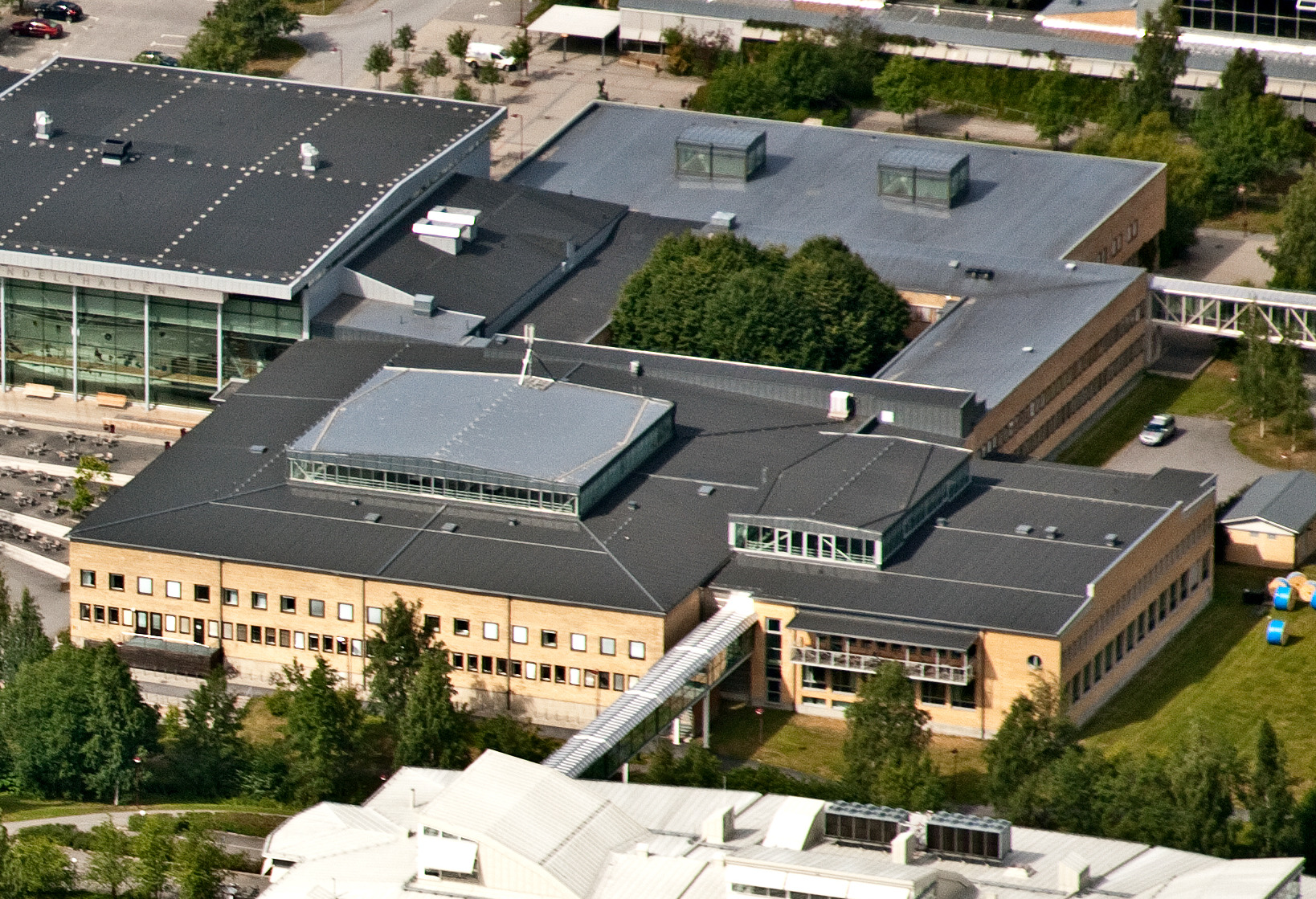
Flygbild över Umeå universitetsbibliotek.

Bibliotek och bokhandel i Umeå är för bibliotek väl representerade med Umeå universitetsbibliotek (UB) och Umeå stadsbibliotek, som med sina 757 932 besök (2013) var det tredje mest besökta i landet efter stadsbiblioteken i Stockholm och Uppsala. Stadsbiblioteket är också navet i  Umeåregionens samarbetsorganisation Mina bibliotek, som inkluderar bokbussen och sammanlagt 23 bibliotek i Umeå kommun samt Bjurholms, Nordmalings, Robertsfors, Vindelns och Vännäs kommuner.
Som på många andra håll har den fysiska bokhandeln bantats på senare år. Akademibokhandeln på campus är sedan länge nedlagd och vid årsskiftet 2021/2022 lade även verksamheten i centrala MVG-gallerien ned; kvar finns en butik i gallerian Avion Shopping. I centrala Umeå återstår Åkerbloms universitetsbokhandel, men här finns också Bokcafé Pilgatan (antikvariat och bokhandel), Antikvariat Bothnia och H:ström – Text & Kultur (bokförlag, bokhandel och antikvariat).
Vid Umeå universitet bedrivs forskning och utbildning i biblioteks- och informationsvetenskap.

## Film, TV och radio
Film, TV och radio har funnits i Umeå – i någon form – sedan tidigt 1900-tal. Film har varit högst närvarande i Umeå, från den tidiga etableringen av biografer till det senare 1990-talets populära filmstudior – Filmstudion i Umeå och Röda rummet – och internationella filmfestivaler – och på senare år även filmproduktion, främst dokumentärfilmer. Från TV- och radiohusen har det sedan 1960-talet producerats nyheter, barn- och konsumentprogram och underhållning.

## Konst
De tidigaste konstnärliga uttrycken i Umeå-området är utan tvekan hällristningarna i Norrfors, som upptäcktes av arkeologistudenter så sent som 1984 och dateras till perioden 3000–2000 f.Kr., och tros vara utförda av jägare bosatta i området under yngre stenåldern.[1]
Därifrån är hoppet förstås långt till Konsthögskolan vid Konstnärligt campus men helt visst har de konstnärliga utbildningarna och gallerierna spelat roll för den lokala konsten. Liksom lokala mecenater och stora utställningsprojekt som Umedalens skulpturpark och Konstvägen sju älvar.

## Musik

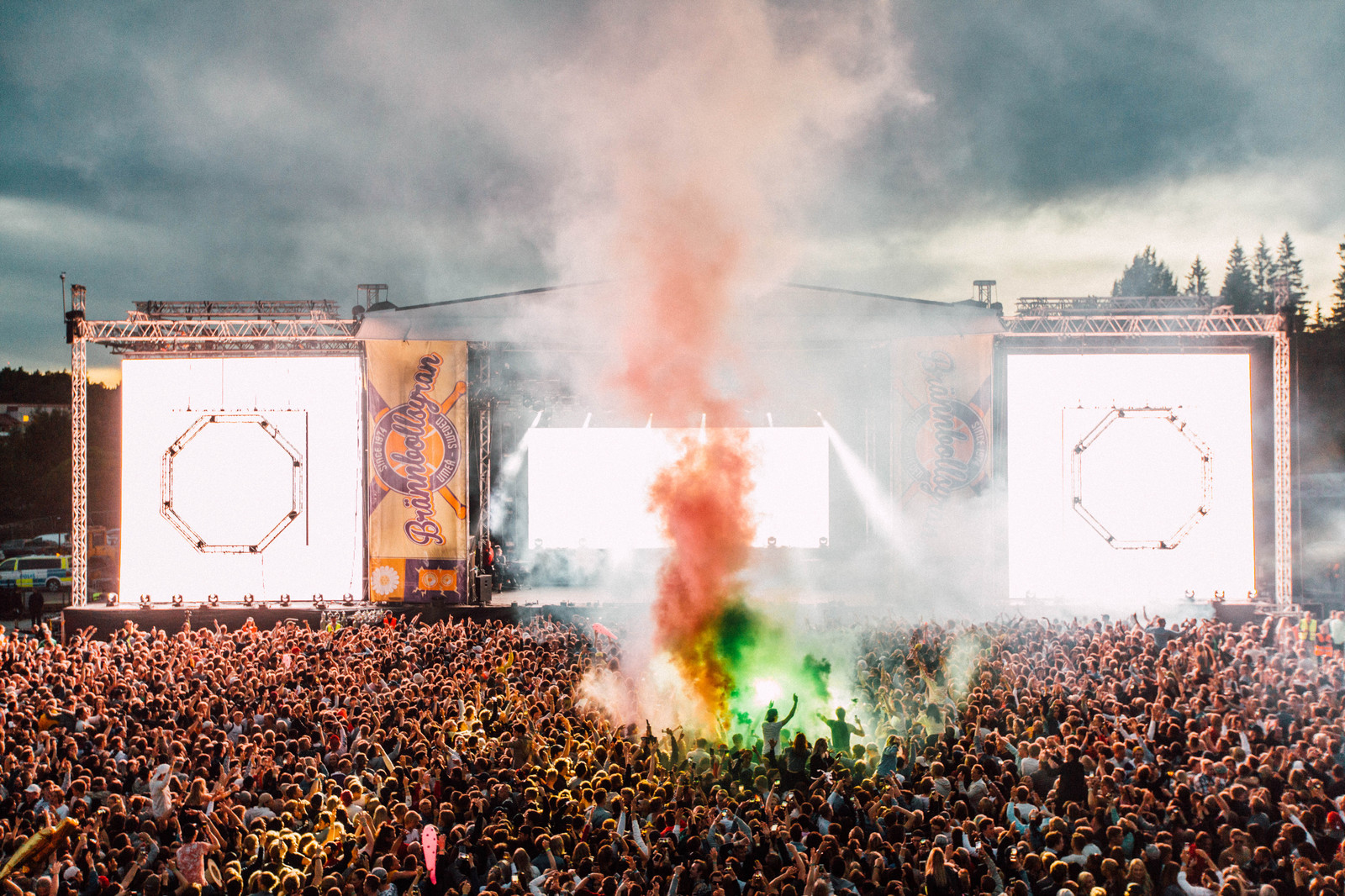
Brännbollsyran 2018.

Musiklivet tog tidigt fart i Umeå, trots stadens relativa litenhet. Musiksällskapet, inriktat på "klassisk musik", var först ut 1862 och följdes av körer, jazz, rock och progg, blues, hårdrock, indiepop och hardcore – och förstås Norrlandsoperan och en mängd musikfestivaler, av vilka Brännbollsyran, Holmöns Visfestival, House of Metal, Umefolk, Umeå Jazzfestival och Umeå Open torde vara de mest kända.

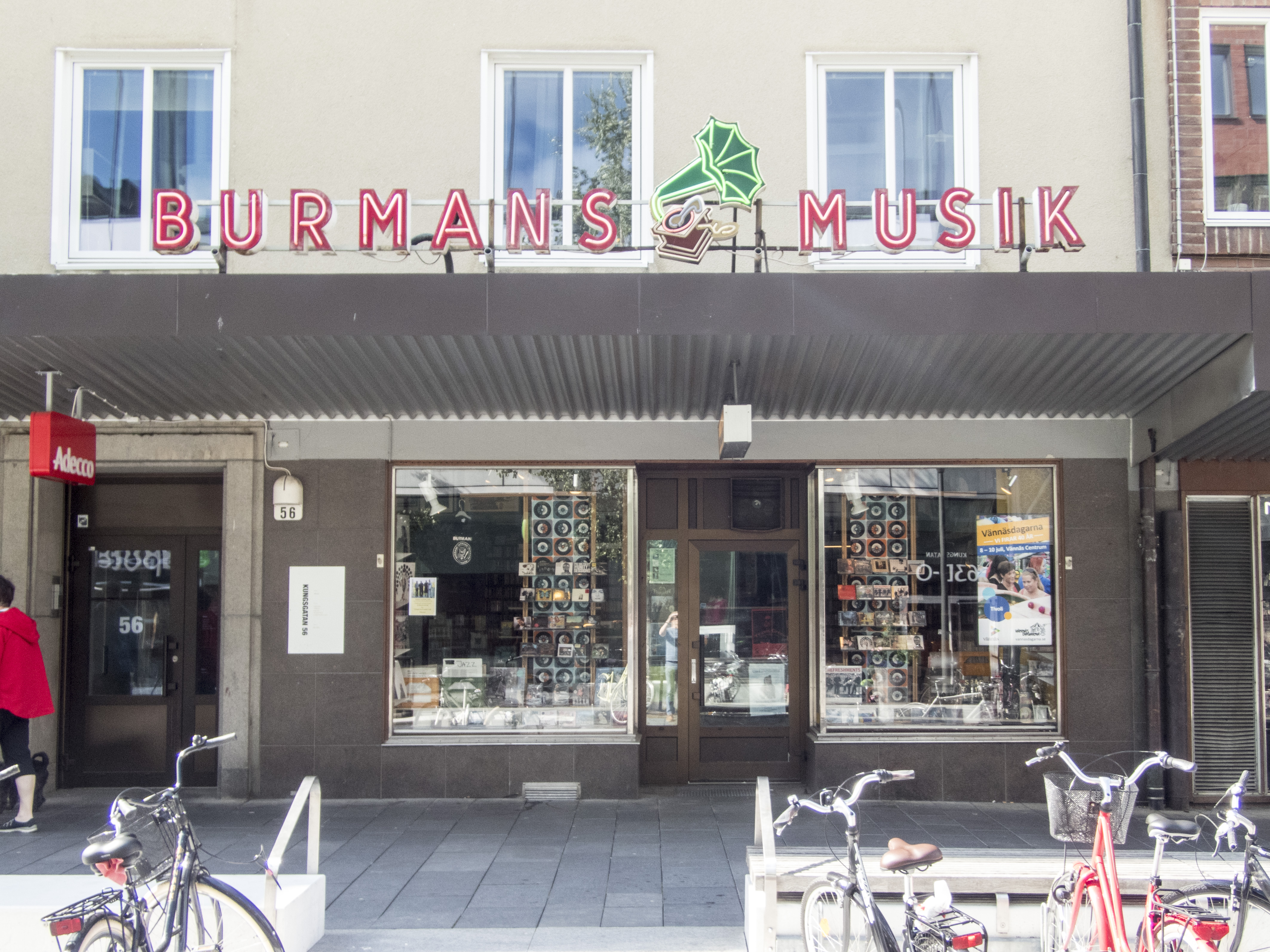
Burmans musik, Umeå, 2016.

Ett av många nav i Umeås musikliv har varit skivbutiken Burmans Musik (grundad 1949 och fortfarande i drift år 2022, som Sveriges äldsta i sitt slag). Ett tredje skivbolaget och butiken Garageland (1983–2018) som bland mycket annat gav ut Meshuggahs första skiva. Ung, alternativ musik har från 2006 fått plats på scener tack vare föreningen Verket. Ännu en mötesplats var klubben Scharinska (2006–2014) och dess efterföljare i Guitars – The Museum, med dess unika samling gitarrer, utställningar och spelningar.
Musiklivet har också gett andra ringar på vattnet, inte minst när det gäller ljud och ljudteknik. Som exempel har företaget Tunemalm Akustik sedan 1966 beräknat och projekterat akustiken i åtskilliga konsertlokaler runt om i landet. Oräkneliga är de skivor som Pelle Henricsson spelat in och/eller producerat i Tonteknik Studios. Och sedan 1997 har mjukvaruföretaget Toontrack hunnit bli världsledande utvecklare av programvara för trumsampling.

## Teater, scenkonst och dans
I Umeå finns varken stadsteater eller länsteater – för Västerbottens del är den senare lokaliserad till Skellefteå, och huserar sedan 2021 i Sara kulturhus.
Sedan det första "riktiga"" teaterhuset brann ned 1913 har det därefter aldrig byggts något större renodlat teaterhus i Umeå, men väl andra kulturhus med större och mindre scener: Umeå Folkets hus, Norrlandsoperans operahus och kulturhuset Väven, för att nämna några. Och den från biograf ombyggda Sagateatern. Lokalfrågor har ständigt varit på tapeten, men trots sådana brister har scenkonsten berikats av åtskilliga grupper i olika genrer – Norrlandsoperan, Profilteatern och Klungan kan utgöra exempel.

## Festivaler m.m.
- Amplified
- Brännbollsyran
- House of Metal
- Littfest
- MADE-festivalen
- Nordic Rock
- Punkfesten
- Raj-Raj
- Täfteåfestivalen
- Umefolk
- Umeå Jazzfestival
- Umeå Kulturnatta
- Umeå Open
- Visfestival Holmön

## Kulturpersonligheter
Bengt Andersson skådespelare - Karl Backman konstnär och musiker - Gunnar Balgård kulturjournalist och författare - Linda Bergkvist digitalkonstnär - Sven Björklund skådespelare - Blaziuz konstnär - Margit Borgström sångledare - Jan Bylund komiker - Cleo musiker - Eva Dahlgren artist, låtskrivare och sångerska - Berndt Egerbladh musiker - Birgitta Egerbladh koreograf - Johan Edlund programledare i TV - Bertil Ekholtz fotograf - Carl Englén komiker, regissör - Göran Everdahl kulturjournalist och filmvetare - Mattias Fransson skådespelare - Fricky musiker - Anneli Furmark serieskapare - Mats Gustafsson musiker - Tomas Haake musiker - Torbjörn Harr artist & musiker - Svante Henryson musiker Calle Hård journalist & författare - Jonas Inde skådespelare - Sofia Jannok sartist - Pia Johansson skådespelare och komiker - Sune Jonsson fotograf och författare - Jonas Knutsson saxofonist - Solja Krapu estradpoet, författare - Erik Krikortz konstnär - Love Larson maskör - Stieg Larsson författare - Stig Larsson författare - Sara Lidman författare - Stig Lindberg formgivare, konstnär - Daniel Lindström sångare, vinnare av Idol 2004 - Staffan Ling programledare i TV - Samuel Ljungblahd sångare - Lars Lystedt  jazzmusiker  - Dennis Lyxzén  musiker - Kee Marcello  musiker -  Hans Marklund  koreograf - Katarina Mazetti radiojournalist, författare - Carolina Miskovsky musiker - Lisa Miskovsky artist, låtskrivare och sångerska - Sol Morén konstnär - Calle Norlén nöjesjournalist m.m. - Sverker Olofsson programledare i SVT - Linda Olofsson  programledare i TV - Vladimir Oravsky  författare, dramatiker -  Helmer Osslund konstnär - Wilhelm Peterson-Berger tonsättare - Elisabeth Rynell författare - Gunnel Sahlin glasformgivare - David Sandström musiker - Katarina Sandström nyhetsankare - Frida Selander musiker - William Spetz skådespelare - Kristofer Steen musiker och filmare - Erik Steen musiker - Bengt Strömbro programledare, manusförfattare - Tove Styrke musiker - Fredrik Thordendal musiker - Knutte Wester konstnär - Lars Widding författare och journalist (fp) - Håkan Wikell musiker och tonsättare -  Olof Wretling skådespelare - Jimmy Ågren  musiker  - Morgan Ågren trumvirtuos  - Frida Åslund författare - Mats Öberg jazzpianist